# お好みワイドひろしま
『お好みワイドひろしま』（おこのみワイドひろしま）は、広島県域を対象としたNHK広島放送局制作による夕方の『NHKニュース』のニュース・生活情報番組。
本項目では、関連番組として放送される『お好みサタデー（サンデー・ホリデー）』についても記述する。

## 概要
1988年4月から1992年3月まで放送されていた『イブニングネットワークひろしま』、1992年4月から1997年3月まで放送されていた『ニュースポートひろしま』の流れを汲み、1997年4月1日にスタートした。
現存するNHKの夕方の地域ニュース番組のタイトルでは盛岡局の『おばんですいわて』、首都圏局の『首都圏ネットワーク』と並んで最も長い歴史を持つ。
1999年度から2005年度は17:05から19:00までの2時間番組であったが、大相撲中継・高校野球放送期間中は18時台のみの放送であった。
17時台にも放送されていた当初は、一部時間帯で番組名を伏せて中国地方ブロックネット放送を行っていた。
1999年度は17:15 - 17:55のパートを『千客万来!みみより一番』として、2000年度は17:05 - 17:30のパートをブロックネット放送としており、中国各県のリレーニュースなどを伝えていた。
2001年度も引き続きブロックネット放送を行ったが、17時台終盤だけに縮小され、2002年度以降ブロックネットは行われていない。
なお、17時台も（広島県内では）番組名は『お好みワイドひろしま』であったが、ウェブサイトでは当時のメインコーナー名『じゃけぇ広島』として公開されており、18時台とはウェブサイトが独立していた。
気象情報は、広島県向けの天気と全国の天気を合わせて独自に制作している。なお、放送開始からしばらくは、東京から全国の気象情報をネット受けし、後半を広島県向けの天気予報に差し替えていた。
2022年2月26日・27日は、通常の中国地方のブロックニュース『ニュースちゅうごく645』として放送している土・日曜日ながら、特例で山陽3県各県域と島根・鳥取の山陰2県ブロックの放送に細分化されたため、特例で本番組のタイトルで放送され、気象情報も全編広島からの放送となった。正式に県域ニュース枠となる2022年4月からは『お好みサタデー（サンデー・ホリデー）』のタイトルで放送。
2022年4月4日放送分から放送常時同時配信・見逃し番組配信サービス「NHKプラス」で、番組全編の見逃し配信を開始した。
2025年3月21日放送分から番組エンディングテーマ曲に広島県因島市（現：尾道市）出身のロックバンド、ポルノグラフィティの楽曲『言伝 -ことづて-』（NHK広島放送局『被爆80年プロジェクト わたしが、つなぐ。』テーマソング）が採用された。

### スポーツ中継時の対応
広島東洋カープ試合中継日
広島東洋カープが関係するNHKプロ野球とのコラボレーションや、マルチチャンネル編成により主チャンネルで当番組、副チャンネルでプロ野球を並列放送することがあるが、2022年には18:10-18:54の枠内で、19:30 - 20:44（または20:49）までの中継本編に先駆けて、当番組内で生中継が一部内包される試合がある（ニュースはイニング間に挿入）。
- 2022年4月29日の「広島東洋カープ対東京ヤクルトスワローズ」をマツダスタジアムから18:10 - 18:54の枠内で生中継。
- 2022年5月12日には18:10 - 18:54の枠内で「阪神タイガース対広島東洋カープ」の生中継本編に先駆けて、カープOBの大野豊（NHK広島専属解説者）、小早川毅彦（NHK本部専属解説者）に、ゲスト解説として達川光男（フリー）を招いて、阪神甲子園球場からの生放送[注 3]をオフチューブ形式で放送する予定があったが[8]、雨天中止となり、代替えとして当番組のスポーツコーナーで3人による鼎談を開催した。[9]
- 2022年9月14日は、上記の試合の復活開催のため、朝日放送テレビに優先権のある水曜日ながらNHK大阪放送局が放送権を得たが、広島局の別制作を断念した代わりに、大阪局と広島局の共同制作による、鳥谷と小早川のダブル解説での相互ネットとした[注 4]。なお、岡山・山口・松江・鳥取の各局は野球中継を放送せず通常編成とした。
  - メインチャンネル・サブチャンネル・HD画質での放送時間は関西ブロックと広島局で異なり、関西ブロックでは『ほっと関西』のブロックネットパートを休止して18:29までHD画質で放送し、サブチャンネル切り替え案内の後『ほっと関西』の大阪府ローカルパートおよび各県のニュース（『おうみ発630』『京いちにち』『リブラブひょうご』『ならナビ』『ギュギュっと和歌山』）を放送する18:29 - 17:57までサブチャンネルとする一方、広島局では18:00 - 18:10にNHK本部から裏送りの全国ニュースを放送する関係上18:10までサブチャンネルで放送後、18:10 - 18:54は本番組に内包し、19:30から17:57は野球中継をメインチャンネルで放送して『クローズアップ現代』をサブチャンネルに回す対応とした。また20時台後半も、県域ローカルニュースを短縮した広島局ではHD画質での放送が関西ブロックより5分長くなっている。

オリンピック・パラリンピック開催期間中
2021年は東京オリンピック期間中は、平日は『お好みワイドひろしま』番組名のまま18:30または18:45からの短縮放送として放送日によりサブチャンネル対応とした。また、メインキャスターの松尾剛がオリンピックデイリーハイライトのキャスターとしてNHK本部に応援派遣されたため、8月4日まで志賀隼哉など他のアナウンサーが代役を務めた。8月5日・6日は原爆の日前日・当日編成のため、18:00開始として松尾が広島に戻って司会を務めた。8月9日は振替休日のため土・日曜と同様『ニュースちゅうごく645』として18:45から中国地方ブロックネットとし、10日から20日の平日は、同様に18:45開始ながら広島県域放送のため『お好みワイドひろしま』の番組名のまま短縮版とし、担当キャスターは固定せずアナウンサー1名のシフト勤務としている。ただし、8月13日は広島県の大雨情報に対応するため、東京パラリンピック関連番組を休止して18:10からに拡大した（キャスターは出山知樹）。16日以降も大雨情報に対応のため、放送時間の拡大の有無を問わずキャスターの出山・石津江里子2人に、気象予報士の岡田良昭も加えた3人とすることがあった。天候回復後は18:45開始でも男性アナウンサーと契約女性キャスターのシフト勤務による2名の担当としたが、パラリンピック期間中はアナウンサー1名のシフト勤務となり、閉会後の9月6日から通常の体制に戻った。

### 大型連休期間の平日時
- 2023年5月1日・2日は、18:45からの短縮放送（18:59終了）で対応。当日は、岡崎太希（松尾剛の代理キャスター）と大隅智子（気象予報士）が担当。
- 2024年4月30日 - 5月6日は、県域放送の縮小により『ニュースちゅうごく645』として放送（4月30日 - 5月2日は岡山・山口・鳥取が県域放送）。キャスターはアナウンサーのシフト勤務で対応。
  - 4月30日は『NHKニュースおはようちゅうごく』を本番組の出演者である岡崎と大隅が担当した。

### お盆期間の平日時
2023年8月7日 - 10日・14日 - 18日は、18:45からの短縮放送（18:59終了）で対応。当日は、大沢幸広（7日・14日）、福田光男（8日）、志賀隼哉（9日・10日）、松井大（16日）、堀井洋一（17日）、河畑達子（18日）（いずれも岡崎太希の代理キャスター）と大隅智子（気象予報士）が担当。
- 2023年8月15日、台風7号関連特設ニュース（18:20放送開始）を中国地方向け（岡山県、島根県、山口県は18:45飛び降り）に放送するため、本番組を中止している。

### 年末年始期間の平日時
2024年1月4日 - 5日は、18:45からの短縮放送（18:59終了）で対応。当日は、河畑達子（岡崎太希の代理キャスター）と大隅智子（気象予報士）が担当。
- 2023年12月28日、年末年始特別編成により本番組を中止し、代替として『ニュースちゅうごく645』（中国地方向け）を放送。なお、山口県は非ネット。

### 特記事項
2023年5月18日は、第46代合衆国大統領ジョー・バイデンの広島到着を含めたG7広島サミット関連のニュースを中心に伝えるため、大相撲中継を総合サブチャンネルに切り替え、17時（途中18時から18時15分は東京発全国のニュース）から19時までの拡大版で放送された。
2023年5月19日は、G7広島サミット関連のニュースを中心に伝えるため、大相撲中継を総合サブチャンネルに切り替え、17時（途中18時から18時5分は東京発全国のニュース）から拡大版で放送（18時20分から18時53分は『ニュース「G7広島サミット」関連』として全国放送）された。
2023年5月20日は、G7広島サミット関連のニュースを中心に伝えるため、「お好みサタデー」を休止し、18時34分から19時まで「お好みワイドひろしま」として放送された。当日の出演者は松尾、石津、勝丸（気象予報士）の3人体制。
2023年5月21日は、G7広島サミット関連のニュースを中心に伝えるため、「お好みサンデー」を休止し、18時45分から19時まで「お好みワイドひろしま」として放送された。当日の出演者は松尾、前川、大隅（気象予報士）の3人体制。
2023年8月5日は、令和5年広島「原爆の日」関連ニュースを中心に伝えるため、「お好みサタデー」を休止し、18時30分から18時59分まで「お好みワイドひろしま」として放送された。当日の出演者は岡崎、石津、勝丸（気象予報士）の3人体制。
2023年8月6日は、被爆78年「令和5年広島「原爆の日」特集」を伝えるため、「お好みサンデー」を休止し、18時00分から18時59分まで「お好みワイドひろしま」として放送された。当日の出演者は岡崎、前川、石津、杉浦圭子（ニュースリーダー・ニュース担当）、大隅（気象予報士）の5人体制（岡崎と前川2人は平和記念公園特設スタジオから進行。石津は平和記念公園内中継リポーター。）。
2023年11月15日 - 17日は、呉市の大和波止場からメインキャスターが出演しての生放送を行い、呉市内からの中継や、呉での出来事についての特集企画を中心とした内容とし、気象情報をスタジオから伝えた。この3日間は通常18:00 - 18:10に裏送りで放送している『NHKニュース』（全国ニュース）を休止し、『首都圏ネットワーク』、『ほっと関西』、『ほっとニュース北海道』と同様に18:00開始とした。
2023年12月28日は、前述のとおり、年末編成で当番組が休止となったため、18:45 - 18:59に「ニュースちゅうごく645」として中国地方向けに放送。なお、山口県は非ネット。
2024年1月16日は、18:42頃発生した能登半島地震の余震による緊急地震速報が石川県に出され、東京から緊急報道を伝えるため、18:43放送打ち切りとなった。
2024年5月29日は、前日広島ドラゴンフライズのB1優勝に伴う選手の生出演など特別編成としたため、通常18:00 - 18:10に裏送りで放送している『NHKニュース』（全国ニュース）を休止し、『ほっと関西』、『ほっとニュース北海道』と同様に18:00開始とした。なお、全国ニュースは番組内で2項目伝えた。

## 放送開始時刻
終了は他放送局同様開始以来一貫して18時58分55秒。
- 1997年度・1998年度および2006年度以降 18:10
  - 祝日・年末年始は放送休止し、18:45 - 18:59に『お好みホリデー』（2022年度 -）、年末年始は18:50 - 19:00に『中国地方のニュース・気象情報』として放送したあと、『NHKニュース7』に接続する。
- 1999年度 - 2003年度 17:05
- 2004年度・2005年度 17:10

## 出演者
| 期間                       | 期間      | キャスター                                                                | キャスター                                                                | キャスター | キャスター            | リポーター （随時交替出演）    | 気象予報士          |
| 期間                       | 期間      | 17時台                                                                    | 17時台                                                                    | 18時台     | 18時台                | リポーター （随時交替出演）    | 気象予報士          |
| 期間                       | 期間      | 男性                                                                      | 女性                                                                      | 男性       | 女性                  | リポーター （随時交替出演）    | 気象予報士          |
| -------------------------- | --------- | ------------------------------------------------------------------------- | ------------------------------------------------------------------------- | ---------- | --------------------- | ------------------------------ | ------------------- |
| 1997.4.1                   | 1998.3.27 | （放送無し）                                                              | （放送無し）                                                              | 石川洋     | （不明）              | （不明）                       | （不明）            |
| 1998.3.30                  | 1999.3.26 | （放送無し）                                                              | （放送無し）                                                              | 滑川和男   | 波多野雅子            | （不明）                       | 大平眞二            |
| 1999.3.29                  | 2000.3.31 | 杉浦隆                                                                    | （不在）                                                                  | 滑川和男   | 波多野雅子            | （不明）                       | 大平眞二            |
| 2000.4.3                   | 2001.3.30 | 塩屋紀克                                                                  | 蘭ゆかり 中野由貴                                                         | 滑川和男   | 波多野雅子            | 大橋由佳 和田あや 福田真知子   | 大平眞二            |
| 2001.4.2                   | 2001.9.28 | 中尾晃一郎                                                                | 蘭ゆかり 中野由貴                                                         | 塩屋紀克   | 波多野雅子            | 大橋由佳 和田あや              | 大平眞二            |
| 2001.10.1                  | 2002.3.29 | 塩屋紀克                                                                  | 蘭ゆかり 中野由貴                                                         | 星野豊     | 波多野雅子 伊東敏恵   | 大橋由佳 和田あや              | 大平眞二            |
| 2002.4.1                   | 2003.3.28 | 塩屋紀克                                                                  | 蘭ゆかり 中野由貴                                                         | 星野豊     | 船本由佳              | 大橋由佳 末永由希              | 大平眞二            |
| 2003.3.31                  | 2004.3.26 | 大蔵哲士                                                                  | 丸子ようこ                                                                | 星野豊     | 江崎史恵              | 安納知里                       | 大平眞二            |
| 2004.3.29                  | 2005.3.25 | 大蔵哲士                                                                  | 丸子ようこ 菅野真美恵                                                     | 出山知樹   | 江崎史恵              | 濱井丈栄                       | 大平眞二            |
| 2005.3.28                  | 2006.3.31 | 大蔵哲士                                                                  | 丸子ようこ 菅野真美恵                                                     | 出山知樹   | 江崎史恵              | 波多野雅子 船本由佳            | 大平眞二            |
| 2006.4.3                   | 2007.3.30 | 『情報いちばん!』を放送                                                   | 『情報いちばん!』を放送                                                   | 出山知樹   | 井上あさひ            | 藤原由子 前原幸恵              | 田代香子            |
| 2007.4.2                   | 2008.2.8  | 『ゆうどきネットワーク』を放送                                            | 『ゆうどきネットワーク』を放送                                            | 出山知樹   | 井上あさひ            | 藤原由子 前原幸恵              | 田代香子            |
| 2008.2.12                  | 2008.3.28 | 『ゆうどきネットワーク』を放送                                            | 『ゆうどきネットワーク』を放送                                            | 出山知樹   | 井上あさひ            | 藤原由子 前原幸恵              | 石榑亜紀子          |
| 2008.3.31                  | 2009.3.27 | 『ゆうどきネットワーク』を放送                                            | 『ゆうどきネットワーク』を放送                                            | 出山知樹   | 井上あさひ 山迫未紀子 | 藤原由子 前原幸恵              | 石榑亜紀子          |
| 2009.3.30                  | 2010.3.26 | 『ゆうどきネットワーク』を放送                                            | 『ゆうどきネットワーク』を放送                                            | 出山知樹   | 山迫未紀子 黒崎瞳     | 藤原由子 新井さやか            | 石榑亜紀子 田代香子 |
| 2010.3.29                  | 2011.4.1  | 『ゆうどきネットワーク』を放送                                            | 『ゆうどきネットワーク』を放送                                            | 高山哲哉   | 黒崎瞳 山田一穂       | 新井さやか 眞田佳織            | 石榑亜紀子          |
| 2011.4.4                   | 2012.3.30 | 『ゆうどきネットワーク』を放送                                            | 『ゆうどきネットワーク』を放送                                            | 高山哲哉   | 黒崎瞳 奥村奈津美     | 新井さやか 眞田佳織            | 太田景子            |
| 2012.4.2                   | 2013.3.29 | 『ゆうどきネットワーク』を放送                                            | 『ゆうどきネットワーク』を放送                                            | 高山哲哉   | 黒崎瞳 奥村奈津美     | 眞田佳織 品川明由実 山口芙美恵 | 勝丸恭子            |
| 2013.4.1                   | 2014.3.28 | 『ゆうどきネットワーク』を放送                                            | 『ゆうどきネットワーク』を放送                                            | 小松宏司   | 高嶋未希 丸井汐里     | 眞田佳織 品川明由実 山口芙美恵 | 勝丸恭子            |
| 2014.3.31                  | 2015.3.27 | 『ゆうどきネットワーク』を放送                                            | 『ゆうどきネットワーク』を放送                                            | 小松宏司   | 高嶋未希 丸井汐里     | 品川明由実 山口芙美恵          | 勝丸恭子            |
| 2015.3.30                  | 2016.4.1  | 『ニュース シブ5時』を放送                                                | 『ニュース シブ5時』を放送                                                | 小松宏司   | 高嶋未希 松﨑洋子     | 久保田優 住谷明日香            | 勝丸恭子            |
| 2016.4.4                   | 2017.3.31 | 『ニュース シブ5時』を放送                                                | 『ニュース シブ5時』を放送                                                | 出山知樹   | 松﨑洋子 平井友莉     | 久保田優 住谷明日香            | 勝丸恭子            |
| 2017.4.3                   | 2018.3.30 | 『ニュース シブ5時』を放送                                                | 『ニュース シブ5時』を放送                                                | 黒田信哉   | 平井友莉 岡裕美       | 久保田優 草壁愛                | 勝丸恭子            |
| 2018.4.2                   | 2020.3.27 | 『ニュース シブ5時』を放送                                                | 『ニュース シブ5時』を放送                                                | 黒田信哉   | 平井友莉 岡裕美       | 加藤知紗 堀千尋                | 勝丸恭子            |
| 2020.3.30                  | 2021.3.26 | 『ニュース シブ5時』を放送                                                | 『ニュース シブ5時』を放送                                                | 松尾剛     | 平井友莉 坂本有花     | 加藤知紗 水野貴絵              | 勝丸恭子            |
| 2021.3.29                  | 2022.4.1  | (月) - (木)『ニュース シブ5時』を放送 (金)『ニュース きん5時』を放送      | (月) - (木)『ニュース シブ5時』を放送 (金)『ニュース きん5時』を放送      | 松尾剛     | 坂本有花 石津江里子   | 加藤知紗 水野貴絵              | 岡田良昭            |
| 2022.4.4                   | 2023.3.31 | (月) - (木)『ニュースLIVE! ゆう5時』を放送 (金)『ニュース きん5時』を放送 | (月) - (木)『ニュースLIVE! ゆう5時』を放送 (金)『ニュース きん5時』を放送 | 松尾剛     | 石津江里子 前川夏生   | 水野貴絵                       | 岡田良昭            |
| 2023.4.3                   | 2023.5.26 | (月) - (木)『ニュースLIVE! ゆう5時』を放送 (金)『ニュース きん5時』を放送 | (月) - (木)『ニュースLIVE! ゆう5時』を放送 (金)『ニュース きん5時』を放送 | 松尾剛     | 石津江里子 前川夏生   | 水野貴絵                       | 大隅智子            |
| 2023.5.29                  | 2024.3.29 | (月) - (木)『ニュースLIVE! ゆう5時』を放送 (金)『ニュース きん5時』を放送 | (月) - (木)『ニュースLIVE! ゆう5時』を放送 (金)『ニュース きん5時』を放送 | 岡崎太希   | 石津江里子 前川夏生   | 水野貴絵                       | 大隅智子            |
| 2024.4.1                   | 2025.3.28 | 『午後LIVE ニュースーン』を放送                                           | 『午後LIVE ニュースーン』を放送                                           | 岡崎太希   | 前川夏生 浦田紗絵子   | 水野貴絵                       | 大隅智子            |
| 2025.3.31                  | 現在      | 『午後LIVE ニュースーン』を放送                                           | 『午後LIVE ニュースーン』を放送                                           | 新井秀和   | 浦田紗絵子 佐々木桃子 | 水野貴絵                       | 大隅智子            |
| 1. 2. 3. 4. 5. 6. 7. 8. 9. |           |                                                                           |                                                                           |            |                       |                                |                     |

夏の高校野球期間中・お盆前後など平日に18:45 - 18:59の短縮版となる場合や、『お好みサタデー（サンデー・ホリデー）』はアナウンサー1名のシフト勤務となるが、2022年8月28日の『お好みサンデー』や、同年12月10日に枠を18:30からに拡大した『お好みサタデー』など、本番組メインキャスターの松尾剛が担当した事例がある。また、岡崎太希も2023年7月17日（月曜・祝日）の『お好みホリデー』を担当した。
短縮版の気象情報は、基本的に平日は気象予報士が出演し、祝日・土曜・日曜は担当アナウンサーの原稿読みで対応するが、大雨・災害情報対応などの緊急情報対応時は祝日・土曜・日曜も気象予報士が出演することがある。
木曜日の気象情報のお天気クイズは、タイトルに気象予報士の名前を盛り込んでいるため、代役が担当するとタイトルが変わることがある。一例として2023年度の場合、大隅智子が担当している『スミにおけないお天気クイズ』が、勝丸恭子が代役で出演すると過去にレギュラーで担当した時と同様の『まるてん！』となる。
18時台の男性キャスターは東京アナウンス室勤務経験者を採用する傾向だったが、塩屋紀克や岡崎太希に関しては東京アナウンス室未経験での採用となった。

## 主なコーナー
- お好みスポーツ（月曜）
  - 広島東洋カープ、サンフレッチェ広島、広島ドラゴンフライズの試合結果を含めた県内のスポーツに関する話題を紹介するコーナー。
  - 大野豊の週間MOP（プロ野球開催期間中）
- みっけ!!（水曜）
  - 視聴者からの疑問（地名など）をスタッフが徹底取材しながら答えるコーナー。
- ひろしま1/23（不定期）
- 大相撲郷土出身力士結果（本場所開催期間中）
- みんなのお好み!（不定期）
  - 写真や動画を紹介。
- 気象情報
  - 木曜日は「大隅智子のスミにおけないお天気クイズ」として気象にまつわるクイズコーナー。（双方向回答）
    - 2024年度までの勝丸恭子が代役の時は「まるてん！」に改題。
    - 2025年度以降の坂上未樹の代役時は未定。

## お好みサタデー・お好みサンデー・お好みホリデー
2022年度から土曜・日曜・祝日の18:45 - 18:59に放送されている本番組の週末版。

### 放送時間
- 土曜日・日曜日・祝日：18:45 - 18:59（JST）
  - 2025年8月3日のように、ごくまれに18:30からに拡大する場合もある。